# بهيجة مصري إدلبي
بهيجة مصري إدلبي هي شاعرة وناقدة سورية. وُلدت في مدينة حلب عام 1965م، ثم التحقت بجامعة حلب كلية الآداب وتخرجت عام 1996م، وحصلت على دبلوم في التربية عام 1998م. هي الآن عضو اتحاد الكتاب العرب جمعية الشعر. بدأت موهبتها في الشعر وهي على مقاعد الدراسة في المرحلة الثانوية، وكان لوالدها دور بارز في نشأتها الأدبية.
- إجازة في اللغة العربية، دبلوم في التربية وعلم النفس
- عضو اتحاد الكتاب العرب بسوريا
- عضو اتحاد كتاب بلا حدود بألمانيا
- عضو نادي التمثيل العربي بحلب
- عضو جمعية العاديات بحلب

## الجوائز الحائزة عليها
حصلت على عدد من الجوائز، مِنها:
- جائزة عكاظ للشعر للعام 1998
- جائزة دار الفكر للرواية العربية للعام 1998
- جائزة طنجة في المغرب العربي للعام 2000 عن ديوانها: نهر الكلام يعبر من دمي.
- جائزة الشيخ بدر الدين نعساني للشعر للعام 2000
- جائزة الصدى للرواية العربية دبي للعام 2001
- جائزة المزرعة للقصة القصيرة سورية للعام 2002
- جائزة أفضل نص مسرحي السعودية للعام 2003
- جائزة ناجي نعمان الأدبية لبنان للعام 2003
- جائزة الإبداع في الشارقة للعام 2004
- جائزة الدكتور صلاح فضل في مسابقة أمير الشعراء 2007

## إصداراتها
لها عدد من الإصدارات المُتنوعة، مِنها:

### في الشعر
- في ساعة متأخرة من الحلم
- أبحث عنكَ فأجدني
- على عتبات قلبكِ أصلّي
- خدعة المرايا
- قالت لي السمراء
- السمراء في برج الحداد (إلى الشاعر الكبير نزار قباني)
- نهر الكلام يعبر من دمي 8. رحلة الفينيق
- سفر التكوين
- تقاسيم حلبية
- امرأة من خزف الروح

### في الرواية
- رحلة في الزمن العمودي
- ألواح من ذاكرة النسيان: دار الفكر دمشق 2002
- الغاوي: منشورات دار كنعان 2003

### في أدب الأطفال
- الضاد تغني «أناشيد للأطفال»: صياغة قواعد اللغة العربية الصادر عن المجلس الأعلى للطفولة في الشارقة 2001
- الضاد تغني: تتمة أجزاء السلسلة للأطفال
- مغامرات صائل: قصة
- مملكة اللغة: مسرحية
- الضاد تحكي «أربعة أجزاء»: قصص
- حجر بيد ودم بيد: شعر
- النخلة الكبيرة.

### في النقد
- القصيدة الحديثة بين الغنائية والغموض: دائرة الثقافة والإعلام الشارقة 2005
- وأنجزت جنوني
- قراءات في الشعر العالمي: نيرودا - ألبرتي - لوركا

## وصلات خارجية
- بهيجة مصري إدلبي على موقع بوابة الشعراء
- بهيجة مصري إدلبي على موقع موسوعة الديوان الشعرية